# St. Martin (Schwabmühlhausen)

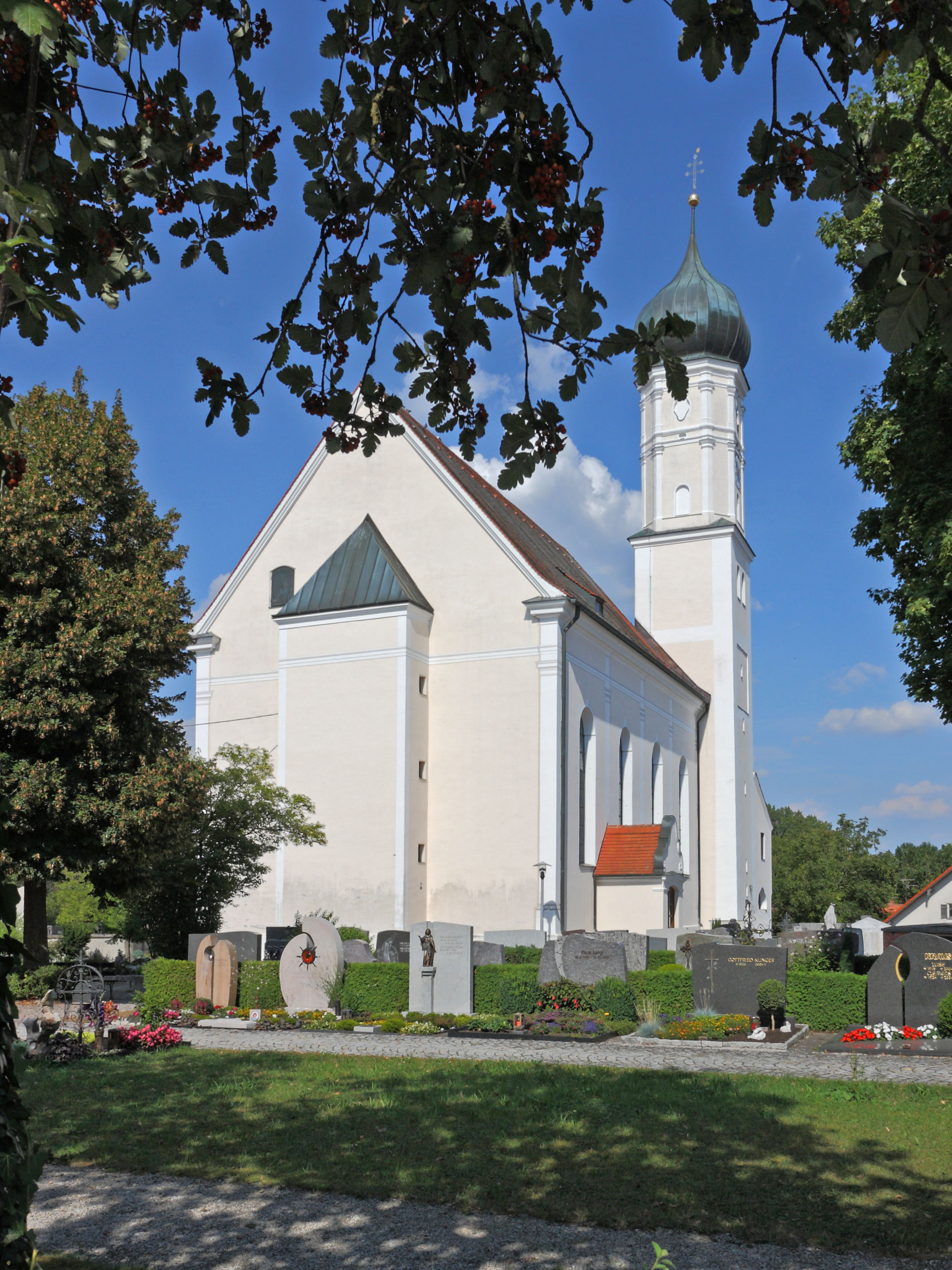
St. Martin in Schwabmühlhausen

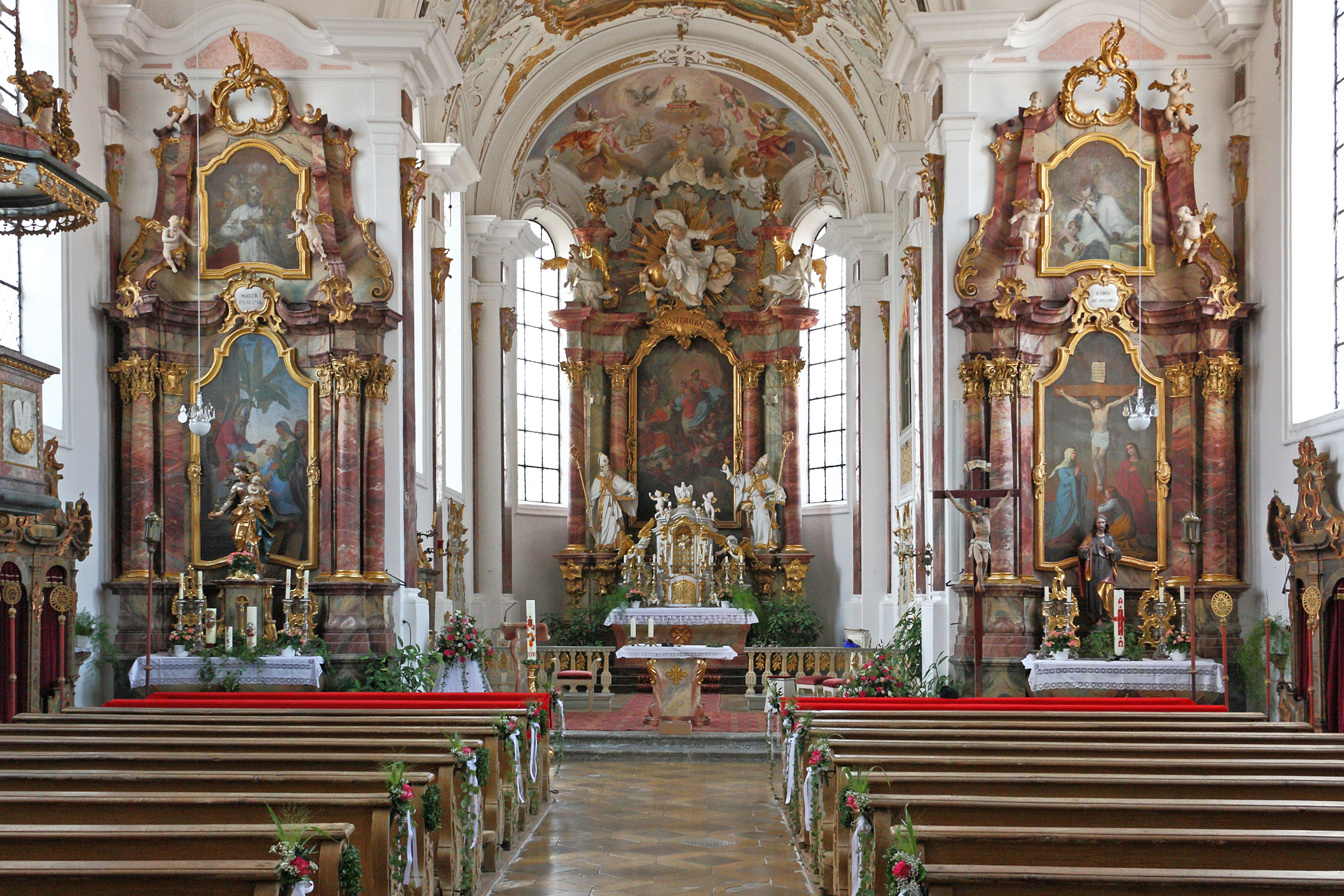
Inneres

Die römisch-katholische Pfarrkirche St. Martin steht in Schwabmühlhausen, einem Gemeindeteil von Langerringen im schwäbischen Landkreis Augsburg in Bayern. Das Bauwerk ist in der Liste der Baudenkmäler in Langerringen als Baudenkmal unter der Nr. D-7-72-170-28 eingetragen. Die Pfarrei gehört zum Dekanat Schwabmünchen des Bistums Augsburg.

## Beschreibung
Die barocke Saalkirche wurde von 1758 von Michael Stiller erbaut. Sie besteht aus einem Langhaus, einem eingezogenen, halbrund geschlossenen Chor im Osten und einem Chorflankenturm auf quadratischem Grundriss an der Südwand des Chors, dessen untere Geschosse auf das 13. Jahrhundert zurückgehen. Er wurde später erhöht und 1719 mit zwei Geschossen mit Pilastern an den acht Ecken aufgestockt und 1764 mit einer Zwiebelhaube bedeckt. 
Die Fresken an den Wänden und Decken des Innenraums schuf 1759 Johann Baptist Enderle. Der Hochaltar wurde 1762 aufgestellt. Das Altarretabel wird von je zwei Säulen flankiert. Zwischen den Säulen stehen die Statuen des Ambrosius von Mailand und des Augustinus von Hippo, die Franz Xaver Schmädl gestaltet hat. Die klassizistische Kanzel wurde nach einem Entwurf von Ignaz Ingerl gebaut.

## Orgel

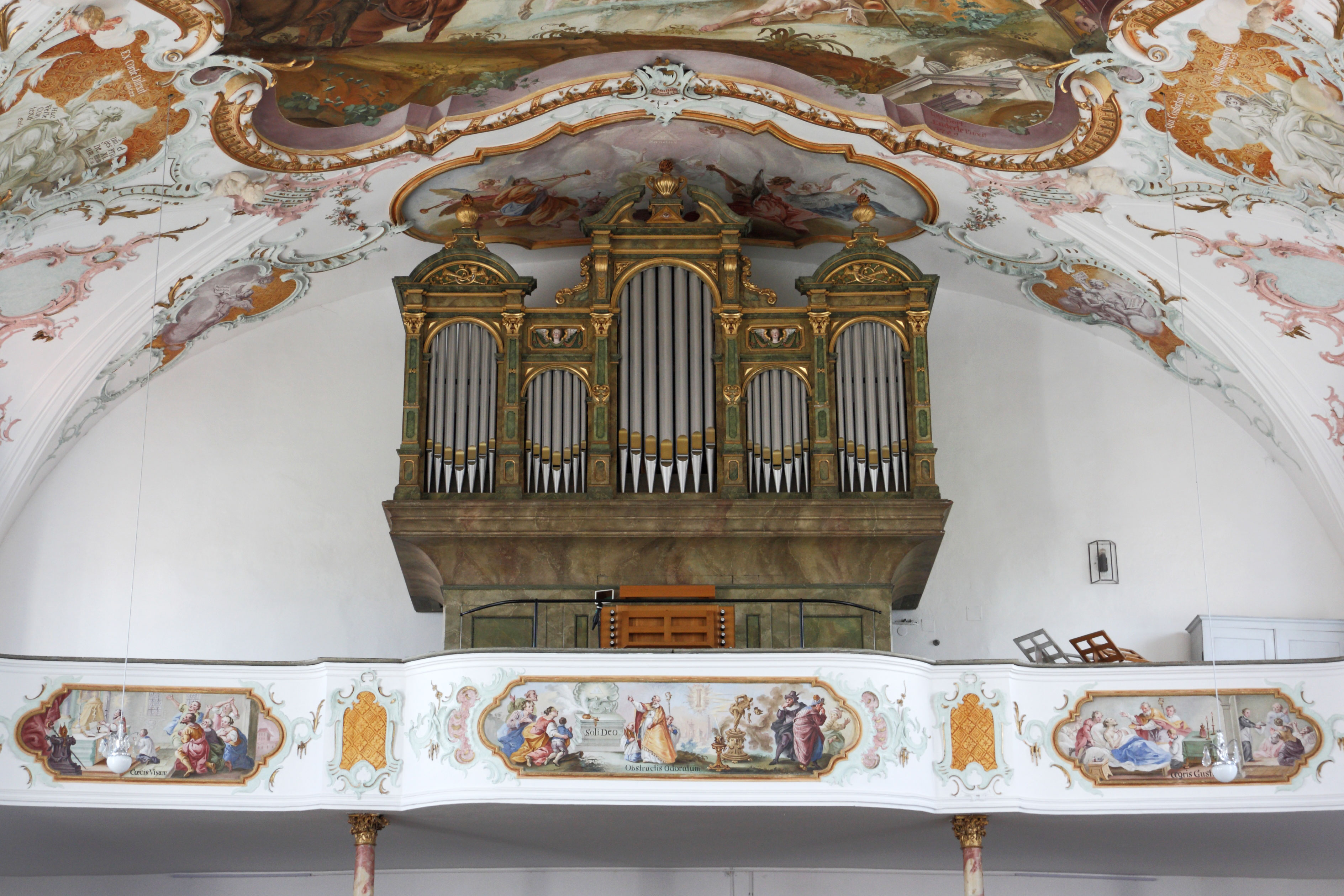
Orgelprospekt

1899 erbaute Josef Mühlbauer III. (1847–1916) aus Augsburg eine neue Orgel mit 15 Registern auf zwei Manualen und Pedal. Die Disposition lautete:
| I Manual C–f3 |       |
| Bourdon       | 16′   |
| Principal     | 08′   |
| Gedackt       | 08′   |
| Gamba         | 08′   |
| Octav         | 04′   |
| Rohrflöte     | 04′   |
| Mixtur III    | 2 ⁄3′ |

| II Manual C–f3  |    |
| Geigenprincipal | 8′ |
| Liebl. Gedackt  | 8′ |
| Salicional      | 8′ |
| Aeoline         | 8′ |
| Traversflöte    | 4′ |

| Pedal C–d1 |     |
| Subbaß     | 16′ |
| Violonbaß  | 16′ |
| Cello      | 08′ |

- Traktur: Kegellade, mechanische Spiel- und Registertraktur

Zu einem nicht genau bekannten Zeitpunkt wurde die Orgel auf pneumatische Traktur umgestellt. Im Jahr 2000 restaurierte Maximilian Offner aus Kissing die Orgel, baute eine neue mechanische Schleifladen-Traktur, ergänzte vier Register und tauschte die 4′-Flöten beider Manuale. Die heutige Disposition lautet:
| I Manual C–f3 |       |        |
| Bourdon       | 16′   |        |
| Principal     | 08′   |        |
| Gedacktflöte  | 08′   |        |
| Gamba         | 08′   |        |
| Octav         | 04′   |        |
| Traversflöte  | 04′   |        |
| Superoctav    | 02′   | (2000) |
| Mixtur III    | 2 ⁄3′ |        |

| II Manual C–f3  |       |        |
| Geigenprincipal | 8′    |        |
| Liebl. Gedackt  | 8′    |        |
| Salicional      | 8′    |        |
| Vox coelestis   | 8′    |        |
| Rohrflöte       | 4′    |        |
| Sesquialter II  | 2 ⁄3′ | (2000) |
| Blockflöte      | 2′    | (2000) |
| Oboe            | 8′    | (2000) |

| Pedal C–d1 |     |
| Subbaß     | 16′ |
| Violon     | 16′ |
| Cello      | 08′ |

- Koppeln: II/I, I/P, II/P
- Traktur: Schleiflade, vollmechanisch